# Dīmītrīs Chatzīīsaias
Dīmītris Chatzīīsaias (in greco Δημήτριος Χατζηησαΐας?; Salonicco, 21 settembre 1992) è un calciatore greco, difensore svincolato.

## Carriera
Ha giocato nella prima divisione dei campionati greco, turco, belga, indiano ed iraniano.

## Palmarès

### Club

#### Competizioni nazionali
- Coppa di Grecia: 1

PAOK: 2016-2017